# 15957 Gemoore
15957 Gemoore (1998 BB27) là một tiểu hành tinh vành đai chính được phát hiện ngày 22 tháng 1 năm 1998 bởi Spacewatch ở Kitt Peak.